# Jim Hiller
James „Jim“ Andrew Hiller (* 15. Mai 1969 in Port Alberni, British Columbia) ist ein ehemaliger kanadischer Eishockeyspieler und derzeitiger -trainer. Während seiner aktiven Karriere bestritt der Flügelstürmer 63 Partien für die Los Angeles Kings, Detroit Red Wings und New York Rangers in der National Hockey League (NHL), spielte jedoch überwiegend in Minor Leagues bzw. gegen Ende seiner Laufbahn in Europa, vor allem in der Deutschen Eishockey Liga. Anschließend war er als Assistenztrainer bei bereits vier NHL-Teams angestellt, zuletzt bei den Los Angeles Kings, die er seit Februar 2024 als Cheftrainer betreut.

## Karriere

### Als Spieler
Jim Hiller bestritt in seiner Jugend nur drei Partien für die Prince Albert Raiders in der Western Hockey League (WHL) und lief stattdessen in der rangniedrigeren Saskatchewan Junior Hockey League (SJHL) für die Melville Millionaires auf. Nach zwei Jahren dort wählten ihn die Los Angeles Kings im NHL Entry Draft 1989 an 207. Position aus. Anschließend wechselte der Angreifer an die Northern Michigan University, wo er fortan für deren Wildcats in der Western Collegiate Hockey Association (WCHA) auflief, einer Liga im Spielbetrieb der National Collegiate Athletic Association (NCAA). In seiner zweiten Saison dort gewann er mit dem Team die NCAA-Meisterschaft als beste College-Mannschaft des Landes, während er im Folgejahr das Amt des Kapitäns bei den Wildcats übernahm. In dieser Funktion steigerte der Kanadier seine persönliche Statistik deutlich auf 86 Scorerpunkte aus 41 Partien, sodass er seine College-Karriere im Second All-Star Team der WCHA beendete.
Mit Beginn der Saison 1992/93 debütierte Hiller bei den Los Angeles Kings in der National Hockey League (NHL), die ihn jedoch bereits im Januar 1993 samt Paul Coffey und Sylvain Couturier an die Detroit Red Wings abgaben. Im Gegenzug erhielten die Kings Jimmy Carson, Marc Potvin und Gary Shuchuk. Bei den Red Wings beendete er die Spielzeit 1992/93, nebst drei Partien bei den Phoenix Roadrunners in der International Hockey League (IHL). Anschließend wechselte der Flügelstürmer zu den New York Rangers, für die er jedoch in zwei Jahren nur zwei Partien bestritt und stattdessen bei den Binghamton Rangers in der American Hockey League (AHL) sowie den Atlanta Knights in der IHL auflief.
Seine NHL-Karriere war damit nach drei Jahren und 63 Partien beendet, während er das Spieljahr 1995/96 im Trikot der kanadischen Nationalmannschaft verbrachte, für die er über 50 Spiele bestritt. Es folgten fünf Jahre in der Deutschen Eishockey Liga (DEL), die er bei den Star Bulls Rosenheim und den Berlin Capitals spielte, bevor er seine aktive Karriere in der Saison 2001/02 mit dem Gewinn der italienischen Meisterschaft beim HC Milano Vipers ausklingen ließ.

### Als Trainer
Seine Trainerkarriere begann nahtlos im Jahre 2002 als Assistenztrainer der Tri-City Americans in der WHL. Nach zwei Jahren dort übernahm er bei den Alberni Valley Bulldogs in der British Columbia Hockey League (BCHL) seinen ersten Posten als Cheftrainer, ehe er in dieser Funktion im Jahre 2006 in die WHL zurückkehrte, als er bei den Chilliwack Bruins übernahm. Zur Saison 2009/10 kehrte der Kanadier dann als Headcoach zu den Tri-City Americans zurück, mit denen er im ersten Jahr prompt das Endspiel der WHL-Playoffs um den Ed Chynoweth Cup erreichte, dort allerdings mit 1:4 an den Calgary Hitmen scheiterte. Parallel dazu fungierte er einmalig als Assistenztrainer der kanadischen U18-Nationalmannschaft, die beim Ivan Hlinka Memorial Tournament 2010 die Goldmedaille gewann. 2012 ehrte man ihn mit der Dunc McCallum Memorial Trophy als besten Trainer der WHL, ebenso wie mit dem Brian Kilrea Coach of the Year Award seitens der gesamten Canadian Hockey League (CHL).
Im Sommer 2014 gelang Hiller die Rückkehr in die NHL, als er von den Detroit Red Wings als Assistent von Mike Babcock engagiert und mit dem er jedoch nach bereits einem Jahr wieder entlassen wurde. Er folgte Babcock zu den Toronto Maple Leafs, für die sie in der Folge gemeinsam bis 2019 tätig waren. Ihre Wege trennten sich im Sommer 2019, als Hiller von den New York Islanders verpflichtet wurde. Dort war er unter Barry Trotz als Assistenztrainer tätig, ehe er im Juni 2022 entlassen wurde. Seine vierte NHL-Station stellten im weiteren Verlauf die Los Angeles Kings dar, die ihn im Juli 2022 als Assistenten von Todd McLellan engagierten. Als McLellan im Februar 2024 entlassen wurde, übernahm Hiller interimsweise die Funktion des Cheftrainers bei den Kings. Im Mai 2024 wurde dann verkündet, dass der Kanadier fest als Cheftrainer engagiert wird.

## Erfolge und Auszeichnungen
Als Spieler
- 1991 NCAA-Division-I-Championship mit der Northern Michigan University
- 1992 WCHA Second All-Star Team
- 2002 Italienischer Meister mit dem HC Milano Vipers

Als Trainer
- 2012 Dunc McCallum Memorial Trophy
- 2012 Brian Kilrea Coach of the Year Award

## Karrierestatistik
(Legende zur Spielerstatistik: Sp oder GP = absolvierte Spiele; T oder G = erzielte Tore; V oder A = erzielte Assists; Pkt oder Pts = erzielte Scorerpunkte; SM oder PIM = erhaltene Strafminuten; +/− = Plus/Minus-Bilanz; PP = erzielte Überzahltore; SH = erzielte Unterzahltore; GW = erzielte Siegtore; 1 Play-downs/Relegation; Kursiv: Statistik nicht vollständig)